# Хыртоп (Чимишлийский район)
Хыртоп (также Гыртоп, рум. Hîrtop) — село в Чимишлийском районе Молдавии. Является административным центром коммуны Хыртоп, включающей также сёла Ялпуг и Присака.

## География
Село расположено на высоте 134 метров над уровнем моря.
У села протекает река Когильник.

## Население
По данным переписи населения 2004 года, в селе Хыртоп проживает 2011 человек (982 мужчины, 1029 женщин).
Этнический состав села:
| Национальность | Число жителей | Процентный состав |
| -------------- | ------------- | ----------------- |
| молдаване      | 1863          | 92.64             |
| украинцы       | 87            | 4.33              |
| русские        | 24            | 1.19              |
| румыны         | 16            | 0.8               |
| болгары        | 10            | 0.5               |
| цыгане         | 9             | 0.45              |
| гагаузы        | 2             | 0.1               |
| Всего          | 2011          | 100%              |